# Torpedo Moskou
FK Torpedo Moskou (Russisch: ФК Торпедо Москва) is een voetbalclub uit de Russische hoofdstad Moskou.

## Geschiedenis

### Sovjet-Unie
De club werd opgericht in 1924 als Proletarskaja kusniza en was een onderdeel van het automobielbedrijf AMO ZiL. In 1931 werd de naam veranderd in AMO Moskou en in 1933 naar ZIS Moskou. In 1936 werd dan de naam Torpedo aangenomen.
In 1938 speelde de club voor het eerst in de Russische hoogste klasse en speelde lang in de middenmoot. In 1957 werd de club vicekampioen achter Dinamo Moskou. De eerste landstitel volgde in 1960. In deze periode namen de teams uit de Sovjet-Unie nog niet deel aan de Europese toernooien, dus de club nam niet deel aan de Europacup I. Het volgende seizoen moest de club het afleggen van Dynamo Kiev. Na enkele middenmootplaatsen streed de club weer helemaal mee in 1964 toen de club bovenaan eindigde samen met Dinamo Tbilisi. Er kwam een testwedstrijd die Tbilisi won met 4-1. Het volgende seizoen was wel opnieuw raak, al telde de club slechts 1 punt voorsprong op Dynamo Kiev. De club mocht nu Europa in, maar werd meteen uitgeschakeld door Inter Milaan. In 1966 verloor de club de bekerfinale van Dinamo Kiev, maar doordat Kiev landskampioen was mocht de club deelnemen aan de Europacup II, waar het de kwartfinale bereikte tegen Cardiff City. Dit was in 1968, het jaar dat de club voor de vierde keer de beker won. Maar het Europees voetbal volgt voor de Sovjet-clubs een jaar later. Na enkele plaatsen in de middenmoot werd de club in 1976 voor de derde keer kampioen. Hierna speelde de club met wisselend succes in de middenmoot of subtop. In 1987 werd de club vierde, de beste notering in jaren. Een jaar later werd zelfs de derde plaats bereikt. In het laatste seizoen van de Sovjet-Unie in 1991 werd ook de derde plaats bereikt.

### Rusland
Na het uiteenvallen van de Sovjet-Unie viel er veel concurrentie weg van sterke clubs zoals Dynamo Kiev, Dinamo Tbilisi, Dinamo Minsk en Sjachtar Donetsk, maar de eerste seizoenen waren teleurstellend. In 1996 werd de naam Torpedo-Luzhniki aangenomen omdat de club zijn oude terrein moest verlaten, maar na twee seizoenen werd opnieuw de vertrouwde naam aangenomen. Ook gingen ze spelen in het Olimpiyskiy Kompleks Luzhniki. Van 2000 tot 2002 eindigde de club in de top 4, maar Europees kon de club nooit indruk maken. Na nog enkele behoorlijke noteringen degradeerde de club in 2006 voor het eerst uit de Premjer-Liga. Twee jaar later degradeerde de club zelfs naar de derde klasse. Deze nieuwe degradatie was echter de doodsteek voor de club die door zware financiële problemen zelfs geweigerd werd voor de derde klasse en naar de vierde klasse werd doorverwezen. Sinds 2009 speelt de club weer in het Edoeard Streltsovstadion. De club krabbelde weer op en werd in 2010 zonekampioen in de Russische Tweede Divisie waardoor Torpedo in 2011 weer op het tweede niveau speelt. In 2007 kwam de beroemde keeper Rinat Dasajev als assistent coach naar Torpedo. In het seizoen 2013/14 promoveerde Torpedo voor het eerste sinds de degradatie in 2006 terug naar de hoogste divisie (Premjer-Liga), van Rusland. Op de tweede speeldag kreeg de club een 8-1 pak rammel van Zenit Sint-Petersburg. Aan het einde van het seizoen degradeerde de club uit de Premjer-Liga. Door een penibele financiële situatie kreeg de club zelfs geen licentie voor de tweede klasse en zakte zo twee niveaus in één keer. In 2019 promoveerde de club weer naar de eerste divisie. In 2022 kon de club promotie afdwingen naar de Premjer-Liga, maar kon het behoud daar niet verzekeren. In 2025 lukte het wel dankzij een tweede plaats in de competitie die recht gaf om te promoveren naar de Premjer-Liga.

## Erelijst
- Kampioen van de Sovjet-Unie

1960, 1965, 1976 (herfst)
- USSR Cup

Winnaar:1949, 1952, 1960, 1968, 1972, 1986
Finalist:1947, 1958, 1961, 1966, 1977, 1982, 1988, 1989, 1991
- Beker van Rusland

1993
- Russische Eerste divisie

2022
- Russische Tweede divisie

2010, 2019
- Brugse Metten

1989

## Eindklasseringen (grafisch) vanaf 1992
| 11 |

| 7 |

| 11 |

| 5 |

| 12 |

| 11 |

| 11 |

| 4 |

| 3 |

| 4 |

| 4 |

| 8 |

| 5 |

| 7 |

| 15 |

| 6 |

| 18 |

| 1 |

| 1 |

| - |

| 8 |

| 14 |

| 3 |

| 15 |

| 12 |

| 3 |

| 6 |

| 1 |

| 4 |

| 6 |

| 1 |

| 16 |

| 10 |

| 2 |

| Premjer-Liga | FNL | 2e divisie | 3e divisie (Reg. Niv. 4) |

## In Europa
Torpedo Moskou speelt sinds 1966 in diverse Europese competities. Hieronder staan de competities en in welke seizoenen de club deelnam:
- Europacup I (2x)

1966/67, 1977/78
- Europacup II (7x)

1967/68, 1969/70, 1973/74, 1982/83, 1986/87, 1989/90, 1993/94
- UEFA Cup (10x)

1975/76, 1978/79, 1988/89, 1990/91, 1991/92, 1992/93, 1996/97, 2000/01, 2001/02, 2003/04
- Intertoto Cup (1x)

1997

## Bekende (ex-)spelers
- Gennadi Goesarov
- Viktor Sjoestikov
- Edoeard Streltsov
- Edgaras Jankauskas
- Valeri Voronin